# Bruno van Ravels
Bruno P.M. van Ravels (1958) is staatsraad en onbezoldigd hoogleraar aan de Radboud Universiteit Nijmegen. Voordat hij staatsraad werd, was hij advocaat.

## Biografie
Van Ravels studeerde rechten en Nederlandse taal en letterkunde. Hij werd advocaat te Breda en werd in 2005 hoogleraar aan de Radboud Universiteit Nijmegen waar hij ook verbonden is als onderzoeker aan het Onderzoekcentrum Onderneming & Recht. Hij is gespecialiseerd in het Nederlands bestuursrecht met onder andere als specialisatie overheidsaansprakelijkheid. Zijn publicaties betreffen vooral overheidsaansprakelijkheid. In 2014 werd hij benoemd tot staatsraad in de afdeling bestuursrechtspraak van de Raad van State en werd op 16 juli 2014 door de Koning beëdigd. Van 16 maart 2018 tot 15 februari 2019 was Van Ravels voorzitter van de Tijdelijke commissie mijnbouwschade Groningen. Gedurende die periode heeft hij zijn werk voor de Raad van State volledig neergelegd.
Van Ravels heeft in de jaren 1980 tevens gepubliceerd over de slavist Karel van het Reve.